# Мериново (Нижегородская область)
Ме́риново — деревня в составе Шалдежского сельсовета городского округа Семёновский.
Деревня располагается в 5 километрах к востоку от города Семёнова на правом берегу реки Керженец.
Является одним из центров старообрядчества.
Есть мнение, что название деревни происходит от некогда находившегося на её месте мерянского городища, вследствие трансформации названия «Меряново».
Мериново считается родиной семёновской матрёшки.